# Country House
〈Country House〉는 영국의 얼터너티브 록 밴드 블러의 노래이다. 이 곡은 1995년 8월 14일 이 밴드의 네 번째 음반 《The Great Escape》의 리드 싱글로 발매되었다. "브릿팝의 전투"이라고 불리는 차트 대결에서 오아시스의 싱글 〈Roll with It〉과 같은 날에 발매된 〈Country House〉는 영국 싱글 차트에서 1위에 올랐다(첫 번째 블러 싱글은 1997년 〈Beetlebum〉이 1위에 올랐다). 이 노래는 2014년 5월 현재 540,000장 이상이 팔린 이 밴드의 가장 잘 팔린 싱글이다.

## 내용
이 노래는 도시의 압박에서 벗어나기 위해 비싼 컨트리 하우스로 은퇴하는 한 남자에 관한 노래이다. 커버 아트는 바이에른주의 노이슈반슈타인 성의 수평으로 뒤집힌 이미지를 특징으로 했다.

## 오아시스와 전투 및 발매
〈Country House〉는 블러의 레이블인 푸드 레코드가 원래 발매일을 오아시스의 〈Roll with It〉과 같은 날로 옮겼을 때 언론의 많은 관심을 받았다. 영국 언론은 이미 두 밴드 사이의 치열한 경쟁 관계를 보도했고 이번 발매 충돌은 "브릿팝의 전투"라고 불리는 1위를 차지하기 위한 싸움으로 보여졌다. 결국, 〈Country House〉가 "전투"에서 1위를 차지했고 〈Roll with it〉은 2위를 차지했다.

## 홍보 및 발매
1995년 8월 20일에 차트가 공식적으로 발표되었다. (이 《차트 쇼》는 비공식적이긴 했지만) 〈Country House〉가 영국 싱글 차트에서 1위를 차지했는데, 2위에 오른 〈Roll with It〉이 22만 장을 판매한 것에 비하면 〈Country House〉는 27만 장을 팔았다. 알바른 자신도 〈Country House〉가 차트에서 1위를 했다는 사실에 놀랐다. 그는 《NME》에게 "오아시스가 이길 거라고 말한 《NME》를 포함한 모든 신문들을 믿었어요."라고 말했다.

## 인증
| 국가                               | 인증     | 판매량/출하량 |
| ---------------------------------- | -------- | ------------- |
| 노르웨이 (IFPI 노르웨이)           | 골드     |               |
| 영국 (BPI)                         | 플래티넘 | 600,000       |
| 판매량+스트리밍을 기반으로 한 인증 |          |               |